# Lãnh địa Vương quyền
Lãnh địa vương quyền (tiếng Anh: Crown Dependencies; tiếng Pháp: Dépendances de la Couronne; tiếng Man: Croghaneyn-crooin) là lãnh thổ đảo thuộc Quần đảo Anh, hưởng quyền tự trị rộng rãi dưới quyền quản lý của Vương quyền Anh: Địa hạt Guernsey, Địa hạt Jersey thuộc Quần đảo Eo biển, trong Eo biển Anh và Đảo Man trong Biển Ireland. Những lãnh thổ này không thuộc Vương quốc Liên hiệp Anh và Bắc Ireland (UK) cũng như không được xếp vào các Lãnh thổ Hải ngoại Anh. Chúng có tư cách là "lãnh thổ mà Vương quốc Anh chịu trách nhiệm", chứ không phải là quốc gia có chủ quyền. Do đó, các lãnh thổ không phải là quốc gia thành viên của Khối Thịnh vượng chung Anh. Tuy nhiên, họ có quan hệ với Khối thịnh vượng chung và các tổ chức quốc tế khác, đồng thời là thành viên của Hội đồng Anh-Ireland. Họ có các đoàn thể thao riêng của mình trong các Đại hội thể thao do Khối thịnh vượng chung tổ chức.
Sự phát triển chính trị của mỗi lãnh thổ đảo phần lớn độc lập, mặc dù thường song song với Vương quốc Anh, và chúng giống như "các quốc gia thu nhỏ với quyền tự trị rộng rãi".
Vì các Lãnh địa vương quyền không phải là các quốc gia có chủ quyền, nên quyền thông qua luật ảnh hưởng đến các đảo cuối cùng thuộc về Quốc vương trong Hội đồng (mặc dù quyền lực này hiếm khi được thực thi mà không có sự đồng ý Công ước lập hiến của Vương quốc Anh và quyền thực thi như vậy bị tranh chấp). Tuy nhiên, mỗi nơi đều có hội đồng lập pháp riêng, có quyền lập pháp về nhiều vấn đề địa phương với sự đồng ý của Vương quyền (Hội đồng Cơ mật, hoặc, trong trường hợp của Đảo Man, trong một số trường hợp nhất định là phó thống đốc). Ở Jersey và Đảo Man, người đứng đầu chính phủ được gọi là thủ hiến. Ở Guernsey, người đứng đầu đại diện của chính phủ dựa trên ủy ban là Chủ tịch Ủy ban Chính sách và Tài nguyên Guernsey.
Trước khi Brexit diễn ra, 3 Lãnh địa vương quyền này và các lãnh thổ hải ngoại của Anh đều được xếp vào nhóm Lãnh thổ đặc biệt của các thành viên Khu vực Kinh tế châu Âu.

## Thuật ngữ
Gavin St Pier, cựu Thủ hiến của Guernsey, đã tranh cãi về thuật ngữ 'Crown Dependencies'. Ông lập luận rằng thuật ngữ này là một phát minh hành chính của Whitehall, ngụ ý không chính xác rằng Quần đảo phụ thuộc vào Vương quyền, và thay vào đó, ông ủng hộ việc sử dụng thuật ngữ 'Crown Dominion'.

## Danh sách các Lãnh địa vương quyền
| Tên              | Vị trí           | Tước hiệu quân chủ   | Diện tích                    | Dân số  | Đảo         | Huy hiệu | Thủ phủ                                         | Sân bay                                 |
| ---------------- | ---------------- | -------------------- | ---------------------------- | ------- | ----------- | -------- | ----------------------------------------------- | --------------------------------------- |
| Địa hạt Guernsey | Quần đảo Eo biển | Hoàng quyền Guernsey | 78 km2 (30 dặm vuông Anh)    | 67,334  | Alderney    |          | Saint Anne                                      | Sân bay Alderney                        |
| Địa hạt Guernsey | Quần đảo Eo biển | Hoàng quyền Guernsey | 78 km2 (30 dặm vuông Anh)    | 67,334  | Guernsey    |          | Saint Peter Port                                | Sân bay Guernsey                        |
| Địa hạt Guernsey | Quần đảo Eo biển | Hoàng quyền Guernsey | 78 km2 (30 dặm vuông Anh)    | 67,334  | Herm        |          | (none)                                          | (none)                                  |
| Địa hạt Guernsey | Quần đảo Eo biển | Hoàng quyền Guernsey | 78 km2 (30 dặm vuông Anh)    | 67,334  | Sark        |          | La Seigneurie (de facto; Sark không có thủ phủ) | (none)                                  |
| Địa hạt Jersey   | Eo biển Anh      | Hoàng quyền Jersey   | 118,2 km2 (46 dặm vuông Anh) | 107,800 | Jersey      |          | Saint Helier                                    | Sân bay Jersey                          |
| Đảo Man          | Biển Ireland     | Lãnh chúa xứ Mann    | 572 km2 (221 dặm vuông Anh)  | 83,314  | Isle of Man |          | Douglas                                         | Sân bay đảo Man (Phi trường Ronaldsway) |

### Quần đảo Eo biển

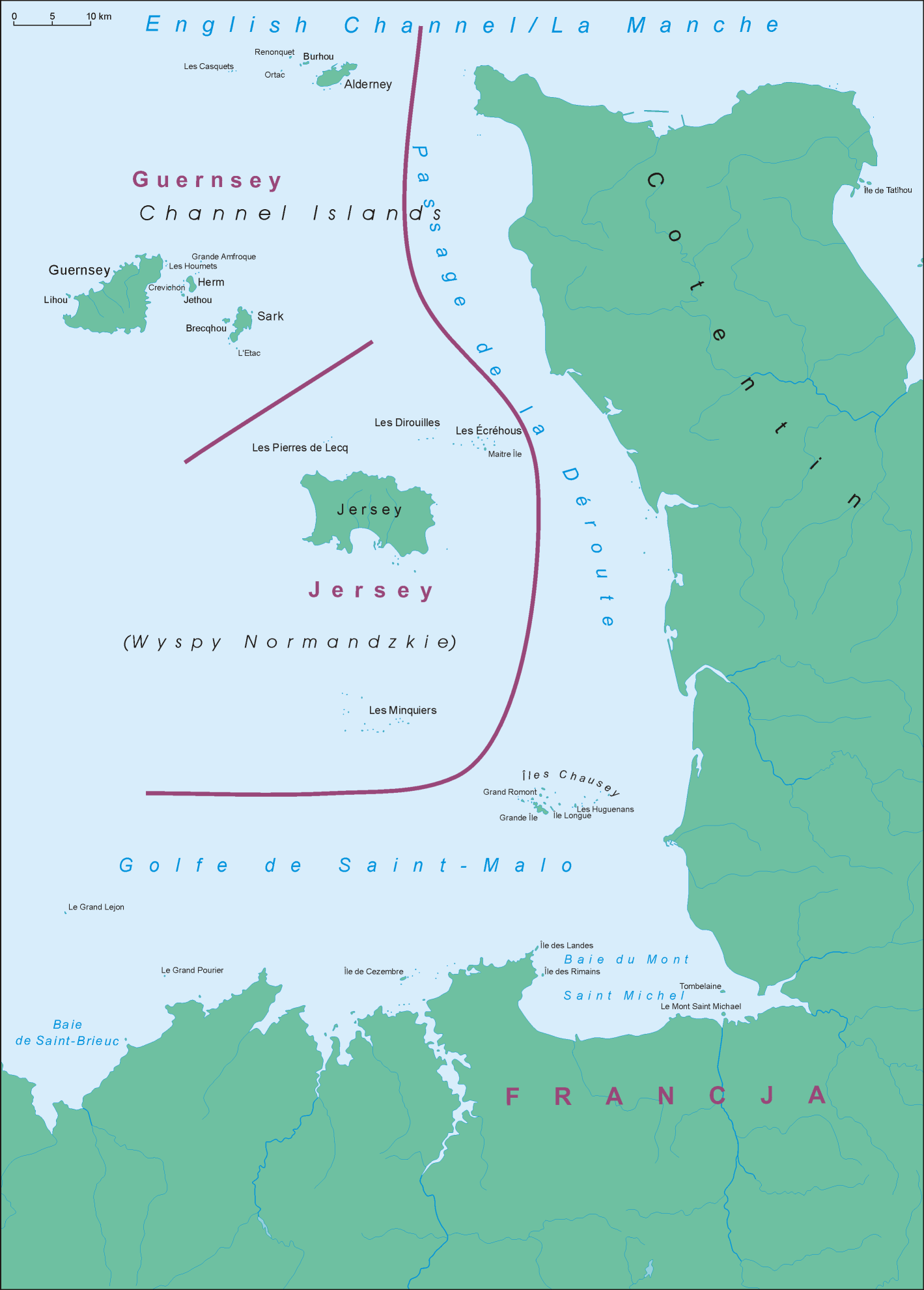
Quần đảo Eo biển trong Eo biển Anh

Kể từ năm 1290, Quần đảo Eo biển được quản lý như sau:
- Địa hạt Guernsey, bao gồm các đảo Alderney, Brecqhou, Guernsey, Herm, Jethou, Lihou và Sark;
- Địa hạt Jersey, bao gồm đảo Jersey và các đảo nhỏ không có người ở như Écréhous và Minquiers.

Mỗi Địa hạt là một Lãnh địa vương quyền và mỗi Địa hạt do một Thừa phát lại đứng đầu, với một Phó thống đốc đại diện cho Vương quyền ở mỗi Địa hạt. Mỗi Địa hạt có hệ thống pháp lý và chăm sóc sức khỏe riêng cũng như chính sách nhập cư riêng, với "tình trạng địa phương" ở Địa hạt này không có hiệu lực ở Địa hạt kia. Hai Địa hạt thực hiện các hiệp ước đánh thuế hai lần song phương. Kể từ năm 1961, các Địa hạt đã có các tòa phúc thẩm riêng biệt, nhưng nhìn chung, Thừa phát lại của mỗi Địa hạt đã được bổ nhiệm để phục vụ trong hội đồng xét xử phúc thẩm của Địa hạt khác.

#### Địa hạt Jersey
Địa hạt Jersey bao gồm đảo Jersey và một số đảo không có người ở xung quanh.
Nghị viện là Quốc hội Jersey, lần đầu tiên được đề cập đến là trong một tài liệu năm 1497. Luật của Jersey năm 2005 đã giới thiệu chức vụ Thủ hiến Jersey, bãi bỏ quyền bất đồng quan điểm của Thừa phát lại đối với nghị quyết của Địa hạt và quyền phủ quyết của Phó Thống đốc đối với nghị quyết của Địa hạt, và thiết lập rằng bất kỳ Lệnh nào trong Hội đồng hoặc Đạo luật của Vương quốc Anh được đề xuất áp dụng cho Jersey phải được chuyển đến các Nghị sĩ của Quốc hội và các nghị sĩ có thể bày tỏ quan điểm của mình về vấn đề đó. Có rất ít đảng chính trị ở Jersey, vì các ứng cử viên thường ứng cử với tư cách độc lập.

#### Địa hạt Guernsey

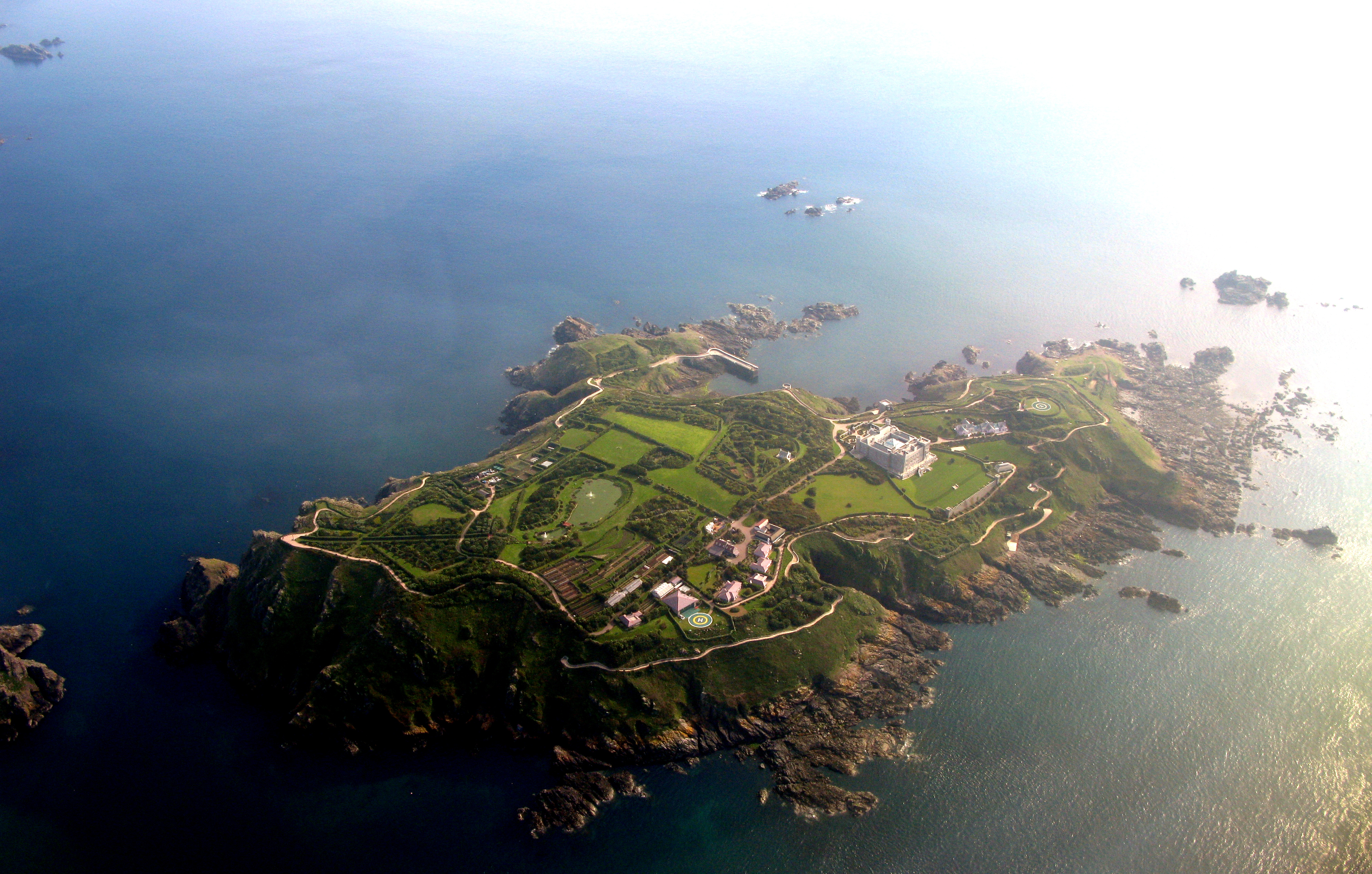
Đảo Brecqhou

Địa hạt Guernsey bao gồm 3 khu vực pháp lý riêng biệt:
- Alderney, và bao gồm các hòn đảo nhỏ hơn xung quanh không có người ở.
- Guernsey, và bao gồm các đảo lân cận Herm, Jethou, Lihou và các đảo nhỏ không có người ở khác.
- Sark, bao gồm cả đảo Brecqhou gần đó và các đảo nhỏ không có người ở khác.

Nghị viện của Guernsey là "States of Guernsey", Nghị viên của của Sark được gọi là "Chief Pleas" và Nghị viện của Alderney được gọi là "States of Alderney". Ba nghị viện cùng nhau cũng có thể thông qua luật chung trên toàn Địa hạt áp dụng ở những phần của Địa hạt mà nghị viện của họ phê chuẩn. Không có đảng chính trị nào trong các nghị viện, toàn bộ ứng viên đều với tư cách độc lập.

### Đảo Man

Đảo Man trong Biển Ireland

Tynwald của Đảo Man tuyên bố là cơ quan lập pháp lâu đời nhất thế giới tồn tại liên tục, có từ năm 979. (Tuy nhiên, nó không tuyên bố như thế, vì Althing của Iceland có từ năm 930). Nó bao gồm một Hạ viện (House of Keys) được bầu phổ thông và một Hội đồng Lập pháp được bầu gián tiếp, có thể ngồi riêng hoặc cùng nhau để xem xét các điều luật, khi được thông qua thành luật, được gọi là "Đạo luật Tynwald". Các ứng cử viên hầu hết ứng cử vào Keys với tư cách độc lập, thay vì được lựa chọn bởi các đảng phái chính trị. Có một Hội đồng Bộ trưởng đứng đầu là một thủ hiến.
Không giống như các Lãnh địa vương quyền khác, Đảo Man có Thỏa thuận tài chính chung với Vương quốc Anh.

## Tình trạng hiến pháp
Theo Báo cáo năm 1973 của Kilbrandon, Các Lãnh địa vương quyền 'giống như các nhà nước thu nhỏ'. Theo Ủy ban Tư pháp chung năm 2010, các lãnh thổ này độc lập với Vương quốc Liên hiệp Anh và Bắc Ireland và các lãnh thổ có mối quan hệ với vương quyền. Trách nhiệm của Vương quốc Anh xuất phát từ thực tế đó.
Tất cả các đạo luật "thông thường" đều phải nhận được sự chấp thuận của "Vua trong Hội đồng", trên thực tế là Hội đồng Cơ mật ở Luân Đôn. Tuy nhiên, một số loại luật trong nước ở Đảo Man có thể được Phó Thống đốc ký thành luật, sử dụng quyền hạn được ủy quyền, mà không cần phải thông qua Hội đồng Cơ mật. Ở Jersey, luật tạm thời có tính chất hành chính có thể được thông qua bằng các quy định ba năm một lần (có thể gia hạn sau ba năm) mà không cần sự đồng ý của Hội đồng Cơ mật. Trên thực tế, nhiều luật được thực hiện bằng luật thứ cấp dưới thẩm quyền của các luật hoặc Lệnh trước đó trong Hội đồng.
Một vị trí hiến pháp độc nhất đã xuất hiện ở Quần đảo Eo biển khi các vị vua kế tiếp đã xác nhận các quyền tự do và đặc quyền của 2 Địa hạt Guernsey và Jersey, thường đề cập đến cái gọi là "Hiến pháp của Vua John", một tài liệu huyền thoại được cho là do Vua John ban hành sau 1204. Các chính phủ của 2 địa hạt này thường cố gắng tránh kiểm tra các giới hạn của hiến pháp bất thành văn bằng cách tránh xung đột với các chính phủ Anh. Sau sự phục vị của Vua Charles II, người đã trải qua một phần thời gian sống lưu vong ở Jersey, Quần đảo Eo biển được trao quyền đặt ra các loại thuế hải quan của riêng họ, được gọi là impôts.

### Vương quyền
Quốc vương được đại diện bởi một Phó thống đốc (Lieutenant governor) trong mỗi lãnh địa vương quyền, nhưng chức vụ này chủ yếu mang tính chất nghi lễ, tương tự như các Toàn quyền tại các quốc gia thuộc Khối thịnh vương chung. Kể từ năm 2010, các Phó Thống đốc của mỗi lãnh địa vương quyền đã được một hội đồng trong mỗi khu vực tương ứng giới thiệu cho Vương quyền; điều này đã thay thế hệ thống bổ nhiệm trước đó do Quân chủ Anh thực hiện theo đề xuất của các bộ trưởng Vương quốc Anh. Vào năm 2005, Đảo Man đã quyết định thay thế Phó Thống đốc bằng một Ủy viên Vương quyền, nhưng quyết định này đã bị đảo ngược trước khi nó được thực hiện.

#### Vương quyền ở Đảo Man

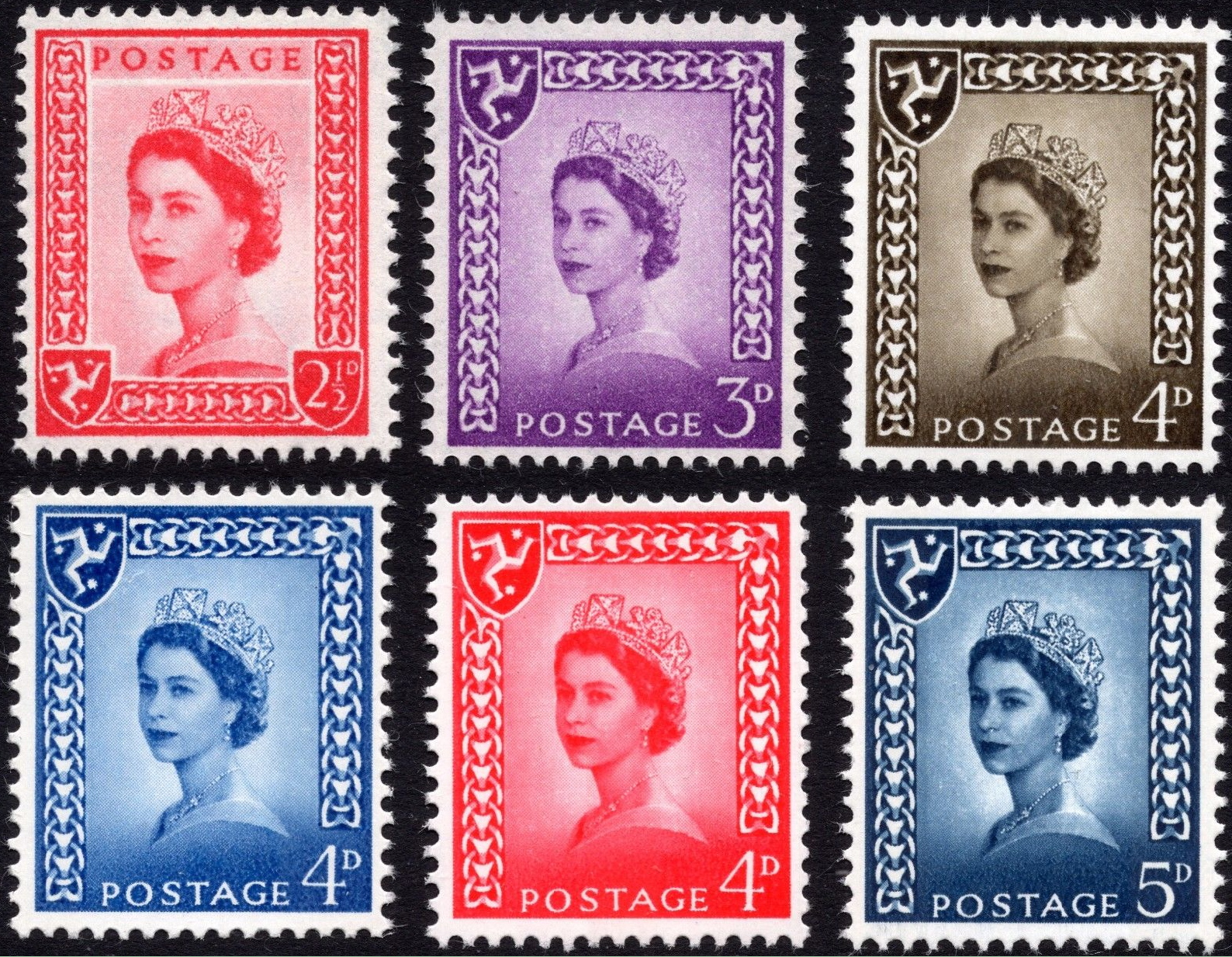
Elizabeth II, cựu lãnh chúa của Mann, trên tem Đảo Man

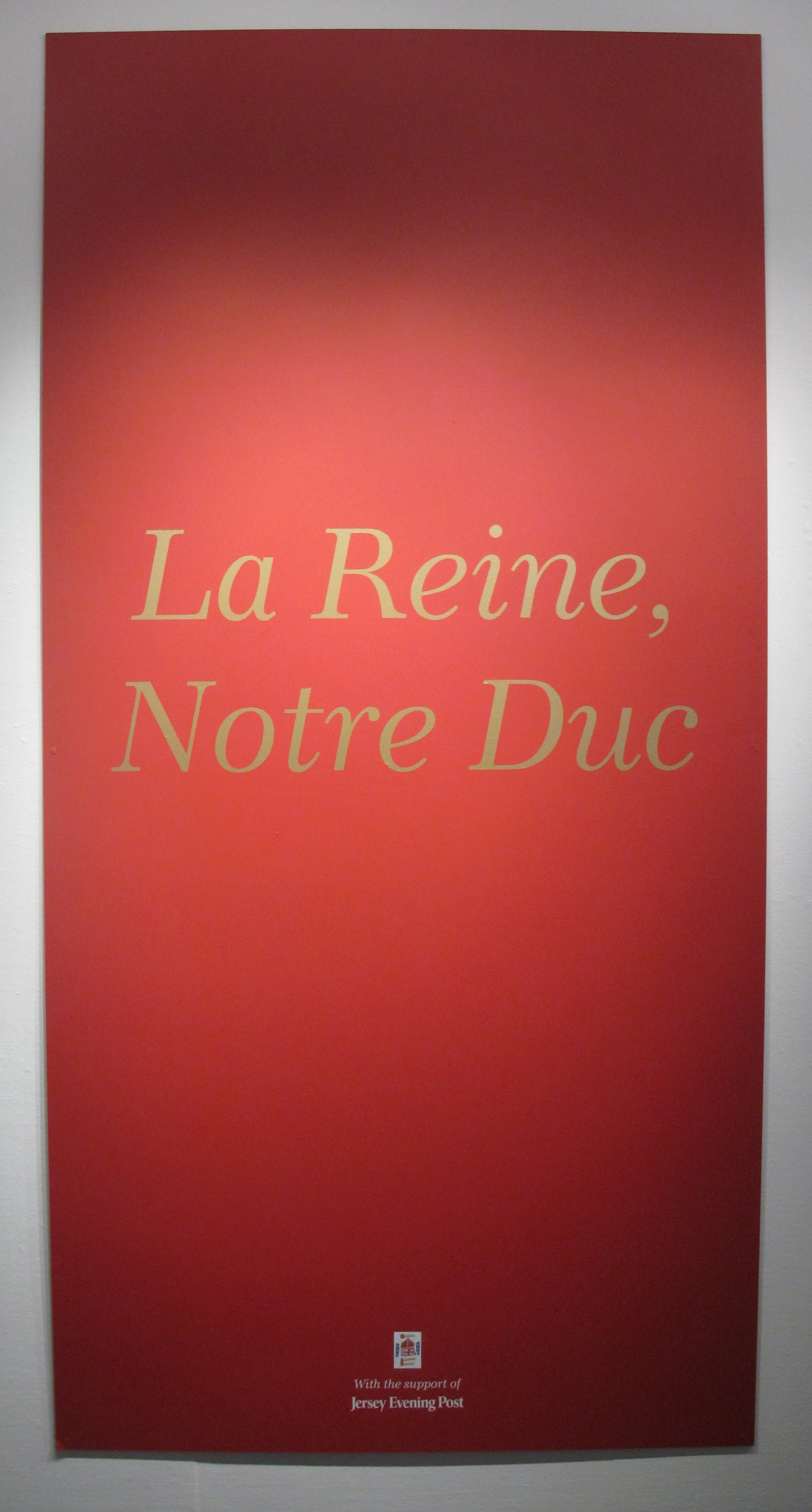
"La Reine, Notre Duc" (Nữ hoàng, Công tước của chúng ta): tiêu đề của triển lãm Diamond Jubilee tại Trung tâm Nghệ thuật Jersey năm 2012

"Vương quyền" được định nghĩa khác nhau trong mỗi Lãnh địa vương quyền. Pháp luật của Đảo Man định nghĩa "Hoàng quyền của Đảo Man" là tách biệt với "Hoàng quyền của Vương quốc Anh". Ở Đảo Man, quốc vương Anh giữ phong hiệu Lãnh chúa xứ Man, một tước hiệu được nắm giữ bởi các vị vua và quý tộc Bắc Âu, Scotland và Anh (quý tộc Anh dưới thời phong kiến của Vương quốc Anh) cho đến khi nó được trao lại cho chế độ quân chủ Anh vào năm 1765. Tước hiệu "Lãnh chúa" ngày nay được sử dụng không phân biệt giới tính của người nắm giữ nó.

#### Vương quyền ở Quần đảo Eo biển
Quần đảo Eo biển là một phần lãnh thổ được Công quốc Normandy sáp nhập vào năm 933 từ Công quốc Brittany. Lãnh thổ này đã được thêm vào phần đất đai do Vua Pháp ban tặng cho người Viking vào năm 911 khi họ xua thuyền cướp bóc ngược sông Seine đến gần các bức tường của Paris. William Kể chinh phục, Công tước xứ Normandy, tuyên bố trở thành Vua nước Anh vào năm 1066, sau cái chết của Edward Người Tuyên xưng Đức tin, và đảm bảo yêu sách thông qua cuộc chinh phục nước Anh của người Norman. Các cuộc hôn nhân sau đó giữa các vị vua của Anh và các quý tộc Pháp đã giúp các vị vua của Anh có nhiều vùng đất ở Pháp hơn so với Vua của Pháp. Khi Vua Pháp khẳng định quyền bảo trợ phong kiến của mình, Vua Anh lúc bấy giờ là John Lackland, sợ rằng mình sẽ bị giam cầm nếu tham dự, nên đã không thực hiện nghĩa vụ của mình.
Năm 1204, tước hiệu và vùng đất của Công quốc Normandy và các tài sản khác ở Pháp của ông đã bị Vua Pháp tước khỏi tay Vua John của Anh. Quần đảo Eo biển vẫn thuộc quyền sở hữu của Vua Anh, người đã cai trị quần đảo này với tư cách là Công tước xứ Normandy cho đến khi Hiệp ước Paris năm 1259. Con trai của John là Henry III, đã từ bỏ tước hiệu Công tước xứ Normandy theo hiệp ước đó, và không ai trong số những người kế vị ông từng cho khôi phục nó. Quần đảo Eo biển tiếp tục được cai trị bởi các vị vua của Anh với tư cách là thái ấp của Pháp, khác biệt với Normandy, cho đến Chiến tranh Trăm năm, trong thời gian đó quần đảo này hoàn toàn tách khỏi Pháp. Quần đảo Eo biển không bao giờ là một phần của Vương quốc Anh và chúng vẫn tách biệt về mặt pháp lý, mặc dù dưới cùng một quốc vương, thông qua các liên minh sau đó của Anh với Wales (1536), Scotland (1707) và Ireland (1801).
Vua Charles III trực tiếp trị vì Quần đảo Eo biển chứ không phải nhờ vào vai trò là quốc vương của Vương quốc Anh nên mới thực hiện quyền trị vì này. Không có tước hiệu cụ thể nào được liên kết với vai trò là quốc vương trên Lãnh địa vương quyền này. Quốc vương đã được mô tả, ở Jersey, là "Hoàng quyền của Jersey", và theo luật là "Chủ quyền của Địa hạt Jersey" và "Chủ quyền trong Địa hạt Jersey".
Ở Jersey, các tuyên bố trong thế kỷ XXI về vị trí hiến pháp của các Viên chức Luật của Vương quyền xác định nó là "Vương quyền của Jersey", với tất cả đất đai của Vương quyền ở Địa hạt Jersey thuộc về Vương quyền của Jersey chứ không phải Điền trang vương quyền của Vương quốc Anh. Ở Guernsey, pháp luật đề cập đến "Vương quyền của Địa hạt", và các Viên chức Luật của Vương quyền ở Guernsey đã đệ trình rằng "Vương quyền trong ngữ cảnh này thường có nghĩa là Vương quyền ở Địa hạt Guernsey " và điều này bao gồm "các tổ chức chính phủ và dân sự tập thể, được thành lập bởi và dưới quyền của Quốc vương, để quản lý các Quần đảo này, bao gồm Nghị viện Guernsey và các cơ quan lập pháp ở các Quần đảo khác, Tòa án Hoàng gia và các cơ quan lập pháp khác. Phó Thống đốc, chính quyền Giáo xứ và Vương quyền hành động thông qua Hội đồng Cơ mật." Khái niệm hiến pháp này còn được gọi là "Vương quyền của Địa hạt Guernsey".

### Phân biệt với các lãnh thổ hải ngoại

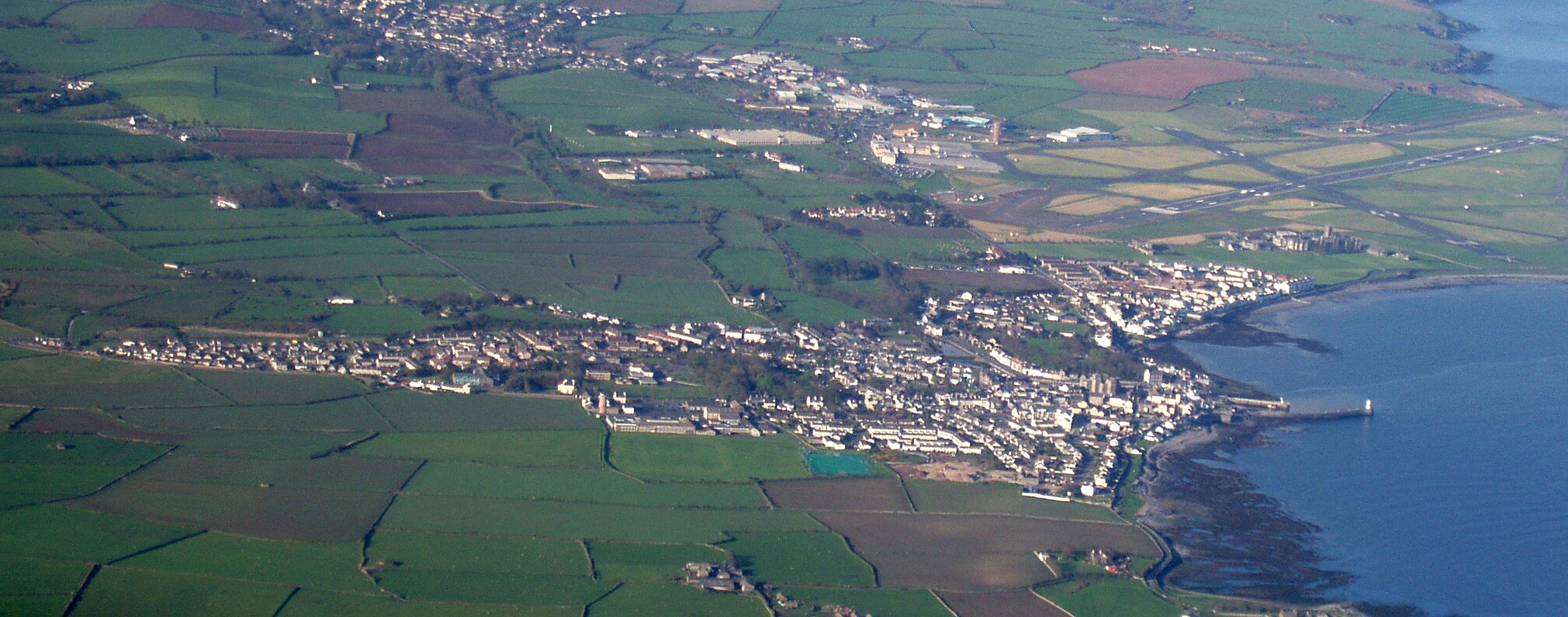
Một phần Đảo Man nhìn từ trên không

Lãnh địa vương quyền và Lãnh thổ hải ngoại thuộc Anh (BOT) chia sẻ tình trạng địa chính trị tương tự. Cả hai đều là các loại lãnh thổ tự trị thuộc chủ quyền của Anh (Nguyên thủ quốc gia là Quân chủ Vương quốc Liên hiệp Anh và Bắc Ireland) và Vương quốc Liên hiệp Anh và Bắc Ireland chịu trách nhiệm về các vấn đề quốc tế. Cả Lãnh địa vương quyền và Lãnh thổ hải ngoại đều không phải là một phần của Vương quốc Liên hiệp Anh và Bắc Ireland và không gửi đại diện tới Quốc hội Anh.
Tuy nhiên, Lãnh địa vương quyền khác với BOT. Không giống như các BOT, là tàn tích của Đế quốc Anh, các Lãnh địa vương quyền có mối quan hệ lâu đời hơn nhiều với Anh, xuất phát từ địa vị là 'vương triều phong kiến' dưới quyền của Vương quốc Anh. Tình trạng tự quản của các BOT phát triển thông qua Đạo luật Nghị viện và việc tạo ra các cấu trúc chính trị khá đồng nhất. Mặt khác, các hệ thống chính trị của các Lãnh địa vương quyền phát triển theo cách đặc biệt, dẫn đến các cấu trúc chính trị đặc biệt và duy nhất trong mỗi lãnh địa.

## Mối quan hệ với Vương quốc Anh

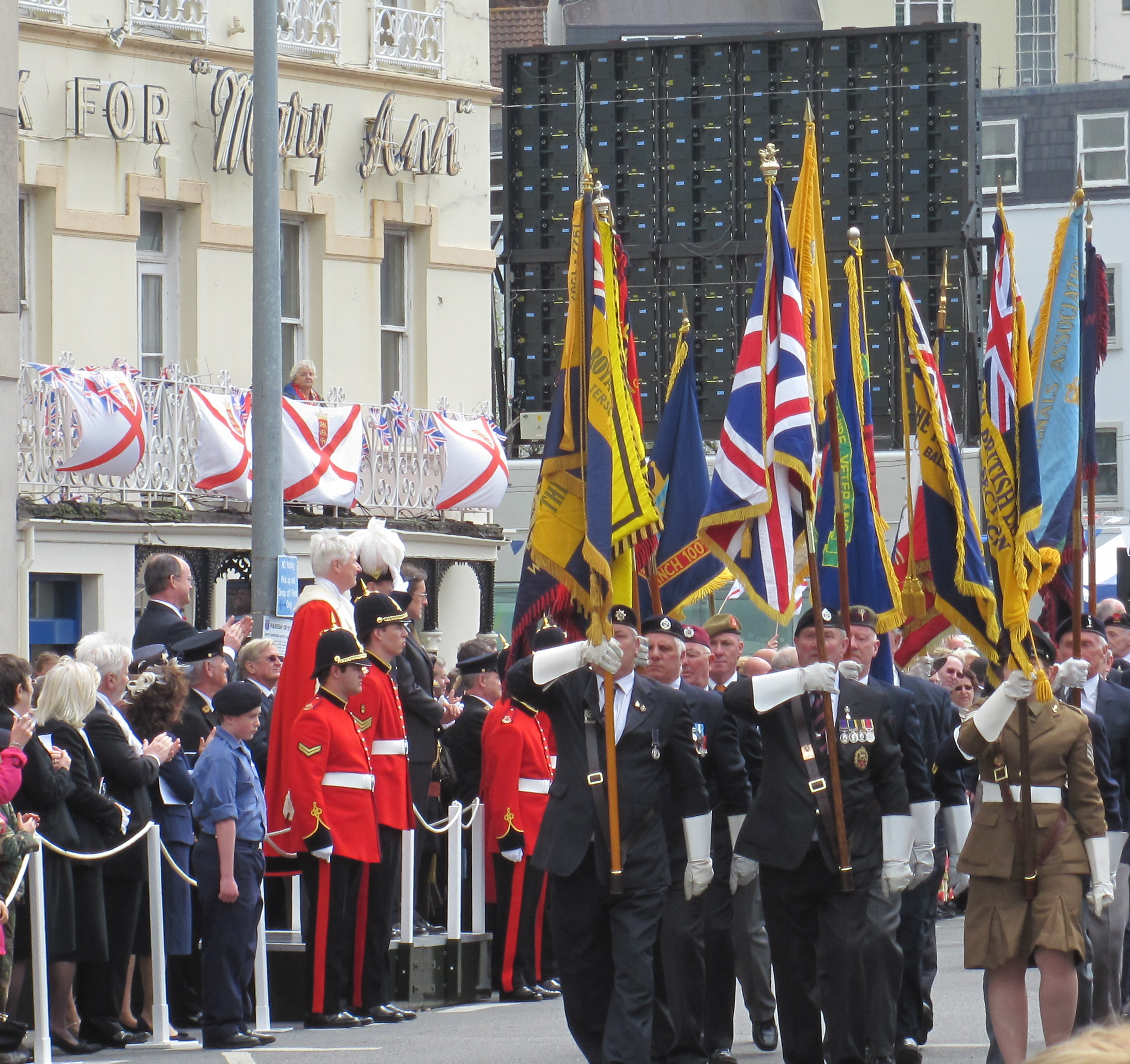
Sir John Chalmers McColl với tư cách là Phó thống đốc của Jersey

Vương quốc Liên hiệp Anh và Bắc Ireland, Lãnh địa vương quyền và Lãnh thổ hải ngoại thuộc Anh cùng nhau tạo thành 'một vương quốc không thể chia cắt' dưới quyền của chế độ quân chủ Anh. Lãnh địa vương quyền có địa vị quốc tế là "lãnh thổ mà Vương quốc Anh chịu trách nhiệm" chứ không phải là một quốc gia có chủ quyền. Mối quan hệ giữa các chính phủ của Lãnh địa vương quyền và Vương quốc Anh là "mối quan hệ của sự tôn trọng và hỗ trợ lẫn nhau, tức là quan hệ đối tác". Có một khoảng cách đáng kể giữa mối quan hệ chính thức và hoạt động giữa Vương quốc Anh và quần đảo.
Cho đến năm 2001, trách nhiệm đối với các mối quan hệ của Chính phủ Vương quốc Anh với các Lãnh địa vương quyền thuộc về Bộ Nội vụ, nhưng sau đó nó được chuyển giao đầu tiên cho Văn phòng Thủ tướng Anh, sau đó là Bộ Các vấn đề Hiến pháp, và cuối cùng là Bộ Tư pháp. Năm 2010, Bộ Tư pháp tuyên bố rằng các mối quan hệ với các Lãnh địa vương quyền là trách nhiệm của toàn bộ Chính phủ Vương quốc Anh, với Bộ Tư pháp chịu trách nhiệm về mối quan hệ hiến pháp và các bộ khác tham gia cho các lĩnh vực chính sách tương ứng của họ.
Chính phủ Vương quốc Anh chịu trách nhiệm duy nhất về quốc phòng và đại diện quốc tế (mặc dù, theo các thỏa thuận khung năm 2007, Vương quốc Anh đã quyết định không hành động quốc tế thay mặt cho các Lãnh địa vương quyền mà không có sự tham vấn trước). Các Lãnh địa vương quyền nằm trong Khu vực đi lại chung và áp dụng chính sách thị thực giống như Vương quốc Anh, nhưng mỗi lãnh thổ có trách nhiệm đối với các dịch vụ nhập cư và hải quan của riêng mình.
Giống như ở Anh, nhưng không phải ở Vương quốc Liên hiệp Anh và Bắc Ireland nói chung, Giáo hội Anh là Giáo hội được thành lập ở Đảo Man, Guernsey và Jersey..
Sự gần gũi về hiến pháp và văn hóa của các hòn đảo với Vương quốc Anh có nghĩa là có các cơ quan và tổ chức được chia sẻ. Ví dụ, BBC có các đài phát thanh địa phương ở Quần đảo Eo biển và cũng có một trang web được điều hành bởi một nhóm có trụ sở tại Đảo Man (được bao gồm trong BBC North West). Mặc dù các đảo hiện tự chịu trách nhiệm về bưu chính và viễn thông của riêng họ, nhưng họ vẫn tiếp tục tham gia vào kế hoạch đánh số điện thoại của Vương quốc Anh và họ đã áp dụng các hệ thống mã bưu điện tương thích với hệ thống của Vương quốc Anh.
Sự phát triển của tài chính nước ngoài ở cả ba vùng lãnh thổ đã dẫn đến một "mối quan hệ xung đột" với Chính phủ Vương quốc Anh trong những năm 2000.
Lãnh địa vương quyền, cùng với Vương quốc Anh, được gọi chung là Quần đảo Anh. Kể từ khi Đạo luật Quốc tịch Anh 1981 có hiệu lực, họ được coi là một phần của Vương quốc Anh theo Luật quốc tịch Anh. Tuy nhiên, mỗi lãnh thổ vương quyền duy trì sự kiểm soát của địa phương đối với nhà ở và việc làm, với các quy tắc đặc biệt áp dụng cho công dân Anh mà không có mối liên hệ cụ thể nào với lãnh thổ đó (cũng như đối với những công dân không phải là công dân Anh).

### Đại diện quốc tế
Trước năm 1950, Quần đảo Eo biển được coi là một phần của British metropolitan. Năm 1950, một tuyên bố đã được thống nhất theo đó ba vùng lãnh thổ từ nay về sau sẽ được coi là tách biệt khỏi Vương quốc Anh và tách biệt nhau theo các mục đích của luật pháp quốc tế.(tr19)
Trong năm 2007–2008, mỗi Lãnh địa vương quyền và Vương quốc Anh đã ký các thỏa thuận thiết lập các khuôn khổ để phát triển bản sắc quốc tế của mỗi Lãnh địa. Trong số các điểm được làm rõ trong các thỏa thuận là:
- Vương quốc Anh không có trách nhiệm giải trình dân chủ trong và đối với các Lãnh địa vương quyền, vốn được điều hành bởi các hội đồng được bầu cử dân chủ của chính họ;
- Vương quốc Anh sẽ không hành động quốc tế thay mặt cho các Lãnh địa vương quyền mà không có sự tham vấn trước;
- Mỗi Lãnh địa vương quyền có một bản sắc quốc tế khác với bản sắc của Vương quốc Anh;
- Vương quốc Anh ủng hộ nguyên tắc mỗi Lãnh địa vương quyền phát triển hơn nữa bản sắc quốc tế của mình;
- Vương quốc Anh công nhận rằng lợi ích của mỗi Lãnh địa vương quyền có thể khác với lợi ích của Vương quốc Anh và Vương quốc Anh sẽ tìm cách đại diện cho bất kỳ lợi ích khác nhau nào khi hành động với tư cách quốc tế; Và
- Vương quốc Anh và mỗi Lãnh địa vương quyền sẽ làm việc cùng nhau để giải quyết hoặc làm rõ bất kỳ sự khác biệt nào có thể phát sinh giữa các lợi ích tương ứng của họ.

Mặc dù Nghị viện Vương quốc Anh có quyền lập pháp cho các Lãnh địa vương quyền mà không cần tham khảo ý kiến trước, nhưng Vương quốc Anh dự kiến sẽ xin ý kiến trước các nghị viện Lãnh địa vương quyền trước khi làm điều đó.
Nói chung, chính phủ Anh sẽ chỉ mở rộng các thỏa thuận quốc tế cho các Lãnh địa khi được họ cho phép. Theo luật quốc tế, chính phủ Anh chịu trách nhiệm đảm bảo các Lãnh địa tuân thủ bất kỳ hiệp ước nào áp dụng cho họ.

### Nghị viện độc lập
Quốc hội Vương quốc Liên hiệp Anh và Bắc Ireland có quyền lập pháp cho Quần đảo, nhưng Đạo luật Quốc hội không tự động mở rộng đến Quần đảo mà chỉ bằng cách đề cập rõ ràng hoặc hàm ý cần thiết […] 'có thể nói rằng một quy ước hiến pháp đã được thiết lập theo đó Quốc hội không ban hành luật cho các đảo nếu không có sự đồng ý của họ về các vấn đề trong lãnh thổ của họ'.— Nữ nam tước Hale, R (Barclay) v Bí mật Công lý Nhà nước [2014] 3 WLR 1142, tại đoạn 12.

Đạo luật của Quốc hội Vương quốc Liên hiệp Anh và Bắc Ireland thường không áp dụng cho Quần đảo Eo biển và Đảo Man, trừ khi được quy định rõ ràng. Pháp luật của Vương quốc Liên hiệp Anh và Bắc Ireland thường không áp dụng cho họ nếu không có sự đồng ý của họ. Việc một Đạo luật của Vương quốc Anh được gia hạn theo cách khác ngoài "Lệnh trong Hội đồng" (Order in Council) hiện nay là rất bất thường. Luật Nhà nước Jersey 2005 và sau đó là phiên bản sửa đổi năm 2019 của Luật Cải cách (Guernsey), 1948, đã xác định rằng tất cả Đạo luật của Quốc hội và Lệnh trong Hội đồng áp dụng cho một trong hai hòn đảo đều phải được chuyển đến hội đồng các nhà nước tương ứng để tranh luận trước khi đăng ký tại Tòa án Hoàng gia của họ.
Khi thấy cần thiết, Đạo luật của Quốc hội có thể được mở rộng tới các đảo thông qua Lệnh trong Hội đồng (do đó trao cho Chính phủ Anh Quốc một số trách nhiệm về quản trị tốt ở các đảo). Một ví dụ về điều này là Đạo luật Truyền hình 1954, được mở rộng đến Quần đảo Eo biển để tạo ra nhượng quyền thương mại ITV địa phương, được gọi là Channel Television. Theo quy ước hiến pháp, việc này chỉ được thực hiện theo yêu cầu của chính quyền hải đảo, và đã trở thành một lựa chọn hiếm hoi (do đó trao cho chính quyền hải đảo trách nhiệm quản lý tốt quần đảo); các hòn đảo ngày nay thường thích thông qua các phiên bản luật riêng của họ để có hiệu lực đối với các điều ước quốc tế.
Mỗi vùng phụ thuộc có luật lệ và hệ thống pháp luật riêng biệt. Hệ thống luật của Quần đảo Eo biển được thành lập theo truyền thống của luật Norman. Đối với cả 3 nhà nước, đều có quyền kháng cáo tư pháp lên Vương quyền thông qua Ủy ban Tư pháp của Hội đồng Cơ mật, các phán quyết của họ có tính ràng buộc sau khi được Nhà vua phê duyệt và ban hành thông qua Lệnh trong Hội đồng.
Westminster giữ quyền lập pháp cho các hòn đảo trái với ý muốn của họ như là phương sách cuối cùng, nhưng điều này cũng hiếm khi được thực hiện, và có thể, theo ý kiến pháp lý từ Bộ trưởng Tư pháp Jersey, đã rơi vào tình trạng mất hiệu lực - mặc dù Bộ Các vấn đề Hiến pháp không chấp nhận lập luận này. Đạo luật Hàng hải, & c., Phát thanh truyền hình (Tội phạm) 1967 là một trong những đạo luật gần đây được mở rộng tới Đảo Man trái với mong muốn của Tynwald.
Có nhiều khẳng định có thẩm quyền cao về chủ quyền của Quốc hội đối với Jersey, chẳng hạn như Ủy viên Dân sự năm 1861. Theo Báo cáo Kilbrandon, quy ước lâu đời chống lại việc Quốc hội can thiệp vào các vấn đề nội bộ không hạn chế quyền của Quốc hội trong việc lập pháp cho các Lãnh địa vương quyền mà không có sự đồng ý. Nữ nam tước Hale khẳng định thêm quan điểm pháp lý này vào năm 2014 (trích dẫn ở trên), mặc dù bà không nghe thấy lập luận nào từ các chính phủ của Lãnh địa vương quyền trong trường hợp đó.
Ngược lại, Giáo sư Sir Jeffrey Jowell lập luận rằng quyền lực của Quốc hội là 'cuối cùng' và do đó không tạo thành quyền lực tối cao để can thiệp vào công việc nội bộ của các Lãnh địa vương quyền. Ông lập luận rằng vì quyền lực luôn được sử dụng trong giới hạn chính đáng của chúng nên những quyền lực này đã trở thành luật hiến pháp. Henry John Stephen lập luận rằng, vì Công quốc Normandy chinh phục nước Anh và lãnh thổ của nó chưa bao giờ bị sáp nhập vào Anh, nên mức độ chủ quyền Quốc hội được thực hiện ở những nơi khác trong Đế quốc Anh có thể không áp dụng đối với Quần đảo Eo biển.

### Đặc quyền hoàng gia
Chính phủ Anh Quốc độc quyền tư vấn cách thức thực hiện đặc quyền của hoàng gia - chẳng hạn như trao sự đồng ý của hoàng gia đối với luật pháp của Quần đảo Eo biển - tại các Lãnh địa vương quyền. Gavin St Pier, cựu Thủ hiến Guernsey, đã kêu gọi Quần đảo Eo biển xem xét lại mối quan hệ hiến pháp của họ với Vương quốc Liên hiệp Anh và Bắc Ireland, 'khiến chúng ta ít nhạy cảm hơn với việc vi phạm các công ước một cách bất thường nếu Vương quốc Anh tiếp tục biến động về mặt chính trị'. Ông kêu gọi Quần đảo có thêm quyền lực trong việc thực thi đặc quyền hoàng gia bằng cách bổ nhiệm các Cố vấn Cơ mật viện.

## Quan hệ quốc tế

### Thịnh vượng chung
Mặc dù tình trạng hiến pháp của họ có một số điểm tương đồng với tình trạng của các Vương quốc Thịnh vượng chung, nhưng các Lãnh thổ vương quyền không phải là thành viên độc lập của Khối thịnh vượng chung. Họ tham gia vào Khối thịnh vượng chung nhờ mối quan hệ của họ với Vương quốc Liên hiệp Anh và Bắc Ireland và tham gia vào các tổ chức Khối thịnh vượng chung khác nhau theo quyền riêng của họ. Ví dụ: cả ba lãnh thổ đều tham gia Hiệp hội Nghị viện Khối Thịnh vượng chung và Đại hội Thể thao Khối Thịnh vượng chung.
Cả ba Lãnh địa vương quyền đều coi tình hình hiện tại là không thỏa đáng và đã vận động hành lang để thay đổi. Nhà nước Jersey đã kêu gọi Bộ trưởng Ngoại giao Anh yêu cầu Người đứng đầu Chính phủ Khối thịnh vượng chung "xem xét cấp tư cách thành viên liên kết cho Jersey và các Lãnh địa vương quyền khác cũng như bất kỳ lãnh thổ nào khác ở giai đoạn tự trị nâng cao tương tự". Jersey đã đề xuất rằng họ được phép "tự đại diện trong tất cả các cuộc họp của Khối thịnh vượng chung; tham gia đầy đủ vào các cuộc tranh luận và thủ tục, có quyền phát biểu khi thích hợp và có cơ hội tham gia thảo luận với những thành viên chính thức; và không có quyền bỏ phiếu trong các cuộc họp cấp Bộ trưởng hoặc Người đứng đầu Chính phủ dành riêng cho các thành viên chính thức”. Nhà nước Guernsey và Chính phủ Đảo Man đã đưa ra những lời kêu gọi có tính chất tương tự về mối quan hệ tích hợp hơn với Khối thịnh vượng chung, bao gồm nhiều đại diện trực tiếp hơn và tăng cường tham gia vào các tổ chức và cuộc họp của Khối thịnh vượng chung, bao gồm cả những người đứng đầu Khối thịnh vượng chung trong các Cuộc họp Chính phủ. Thủ hiến của Đảo Man đã nói: "Mối liên hệ chặt chẽ hơn với chính Khối thịnh vượng chung sẽ là sự phát triển hơn nữa đáng hoan nghênh cho các mối quan hệ quốc tế của Đảo".

### Liên minh châu Âu
Các Lãnh địa vương quyền chưa bao giờ là quốc gia thành viên EU, kể cả trong thời kỳ Vương quốc Liên hiệp Anh và Bắc Ireland là thành viên. Trong thời gian đó, mối quan hệ của họ với EU được điều chỉnh bởi Giao thức 3 của Đạo luật Cộng đồng Châu Âu năm 1972. Các nhà nước phụ thuộc là một phần của lãnh thổ hải quan EU (mặc dù chỉ có Đảo Man nằm trong khu vực VAT) và đã tham gia vào Thị trường chung châu Âu, nhưng không tham gia vào Quyền tự do đi lại, dịch vụ hoặc vốn. Chính sách nông nghiệp chung của EU chưa bao giờ áp dụng cho các Lãnh địa vương quyền và công dân của họ chưa bao giờ tham gia bầu cử vào Nghị viện châu Âu. Mặc dù họ vẫn là công dân châu Âu, nhưng những công dân Anh chỉ có mối liên hệ với Lãnh địa vương quyền không được hưởng quyền tự do đi lại.
Với các cuộc đàm phán Brexit, Viện Quý tộc đã đưa ra một báo cáo có tiêu đề "Brexit: Các Lãnh địa Vương quyền", trong đó tuyên bố rằng "Chính phủ Anh quốc phải tiếp tục thực hiện các nghĩa vụ theo hiến pháp của mình để đại diện cho lợi ích của các Lãnh địa vương quyền trong quan hệ quốc tế, ngay cả khi những điều này khác với Vương quốc Anh, cả trong các cuộc đàm phán Brexit và hơn thế nữa." Trong sách trắng về Dự luật bãi bỏ vĩ đại xuất bản vào ngày 30 tháng 3 năm 2017, chính phủ Anh tuyên bố, "Chính phủ cam kết tham gia với các Lãnh địa vương quyền, Gibraltar và các lãnh thổ hải ngoại khác khi chúng tôi rời khỏi EU".:ch.5

## Khu vực đi lại chung

Bản đồ Khu vực đi lại chung (CTA)

Cả ba Lãnh địa vương quyền đều tham gia vào khu vực biên giới mở, cùng với Vương quốc Liên hiệp Anh và Cộng hòa Ireland. Một bản ghi nhớ không chính thức tồn tại giữa các quốc gia thành viên của Khu vực đi lại chung (CTA), theo đó biên giới nội bộ của mỗi quốc gia dự kiến sẽ có sự kiểm soát tối thiểu, nếu có, và thường có thể được công dân Anh và Ireland đi qua với các giấy tờ nhận dạng tối thiểu (với một số ngoại lệ nhất định). Theo luật Ireland, người đảo Man và người dân Quần đảo Eo biển - những người không được hưởng các điều khoản về quyền tự do đi lại của Liên minh Châu Âu - được miễn kiểm soát nhập cư và miễn bị trục xuất tại Cộng hòa Ireland.
Vào tháng 5 năm 2019, chính phủ Anh và Ireland đã ký Biên bản ghi nhớ trong nỗ lực đảm bảo quyền lợi của công dân Anh và Ireland hậu Brexit. Tài liệu này đã được ký kết tại London, Anh trước cuộc họp của Hội nghị liên chính phủ Anh-Ireland, đặt quyền của công dân cả 2 nước, vốn đã được ký kết theo một thỏa thuận không chính thức, trên một nền tảng an toàn hơn.
Thỏa thuận này là đỉnh cao của công việc hơn 2 năm của cả 2 chính phủ, có nghĩa là quyền của công dân cả hai nước được bảo vệ sau Brexit đồng thời đảm bảo rằng Cộng hòa Ireland có thể tiếp tục đáp ứng các nghĩa vụ của mình theo luật của Liên minh Châu Âu. Thỏa thuận có hiệu lực vào ngày 31 tháng 1 năm 2020 khi Vương quốc Liên hiệp Anh và Bắc Ireland rời Liên minh Châu Âu. Việc duy trì CTA liên quan đến sự hợp tác đáng kể về các vấn đề nhập cư giữa chính quyền Anh và Ireland.